# Estádio Nacional Mané Garrincha
Estádio Nacional Mané Garrincha je víceúčelový stadion v Brasílii. Nejvíce je využíván pro fotbalové zápasy. Je pojmenován po slavném brazilské fotbalistovi Garrinchovi. Byl postaven v roce 1974 a jeho kapacita je 72 788 diváků. Jeho přestavba stála 900 milionů USD, to z něj činí po Wembley druhý nejdražší stadion na světě. V roce 2013 se zde odehrál jeden zápas Konfederačního poháru 2013 a o rok později 7 zápasů Mistrovství světa 2014 včetně zápasu o 3. místo a hrály se zde některé fotbalové zápasy Letních olympijských her 2016.